# حسین شنبه‌زاده
حسین شنبه‌زاده (زادهٔ ۱۷ شهریور ۱۳۶۷) ویراستار، مترجم و فعال شبکه‌های اجتماعی اهل ایران است. وی به دلیل فعالیت و انتقاد از نظام جمهوری اسلامی ایران و حامیانش، بازداشت شده است.

## زندگی
حسین شنبه‌زاده در ۱۷ شهریور ۱۳۶۷ در خورموج به دنیا آمد. او ویراستار، مترجم و فعال شبکه‌های اجتماعی است.
او در ابتدا با نام مستعار «اسب شاخدار ویراستار» در شبکه اجتماعی ایکس (توییتر سابق) فعالیت می‌کرد اما پس از آزادی از زندان، با هویت حقیقی‌اش، در فضای مجازی فعالیت می‌کند. شنبه‌زاده، ویراستار آثاری ادبی همچون «میراث و مرگ و زندگی با اوست» نوشته نجیب محفوظ است.

### بازداشت در ۱۳۹۸
حسین شنبه‌زاده در سال ۱۳۹۸ در تهران توسط مأموران امنیتی بازداشت شد. رسانه‌ها دلیل بازداشت او را «فعالیت در شبکه‌های اجتماعی» گزارش کردند. او پس از آزادی موقت با قرار وثیقه توسط شعبه ۲۸ دادگاه انقلاب تهران در دادگاه به اتهام توهین به مقدسات، توهین به رهبر جمهوری اسلامی (علی خامنه‌ای) و تبلیغ علیه نظام جمهوری اسلامی محاکمه و به تحمل ۵ سال و ده ماه حبس محکوم شد. ۳ سال و ۶ ماه از حبس وی قابل اجرا بود. خود او در توئیتی اتهام‌های وارده به خودش را رد کرد با این حال در تاریخ ۹ تیر ۱۴۰۱ راهی زندان شد.
شنبه‌زاده در ۲۸ فروردین ۱۴۰۲ با حکم عفو رهبری و تخفیف در مجازات، از زندان آزاد شد. خود او در توئیترش نوشت: «به دلیل عفو و کاهش مجازات عمومی» آزاد شده است.

### بازداشت در ۱۴۰۳
حسین شنبه‌زاده ۱۵ خرداد ۱۴۰۳ در اردبیل بازداشت شد. او طی تماس تلفنی با خانواده‌اش از بازداشت خود خبر داد. پس از بازداشت او، چند نماگرفت از چت‌های منتسب به او در توئیتر خودش منتشر شد که حاکی از گفتگوی او با کسی است که به وی سفارش توئیت‌های سفارشی کرده است تا در ازای آن مزد دریافت کند. رسانه‌های طرفدار جمهوری اسلامی این گفتگوها را بین شنبه‌زاده و عامل موساد می‌دانند و در مقابل گروه منتقد جمهوری اسلامی این گفتگوها را ساختگی و با نهادهای امنیتی ایران دانسته‌اند.
وکیل حسین شنبه‌زاده ۱۷ مرداد ۱۴۰۳ در شبکه ایکس نوشت جلسه دادگاه او ۱۶ مرداد در شعبه ۲۶ دادگاه انقلاب اسلامی تهران، که ریاست آن را ایمان افشاری عهده‌دار است، برگزار شد و شنبه‌زاده به اتهاماتی چون «توهین به مقدسات، توهین به بنیانگذار جمهوری اسلامی و رهبر انقلاب، نشر اکاذیب، فعالیت تبلیغی علیه نظام» و فعالیت تبلیغی به نفع اسرائیل هم متهم شده است.

## ماجرای یک نقطه

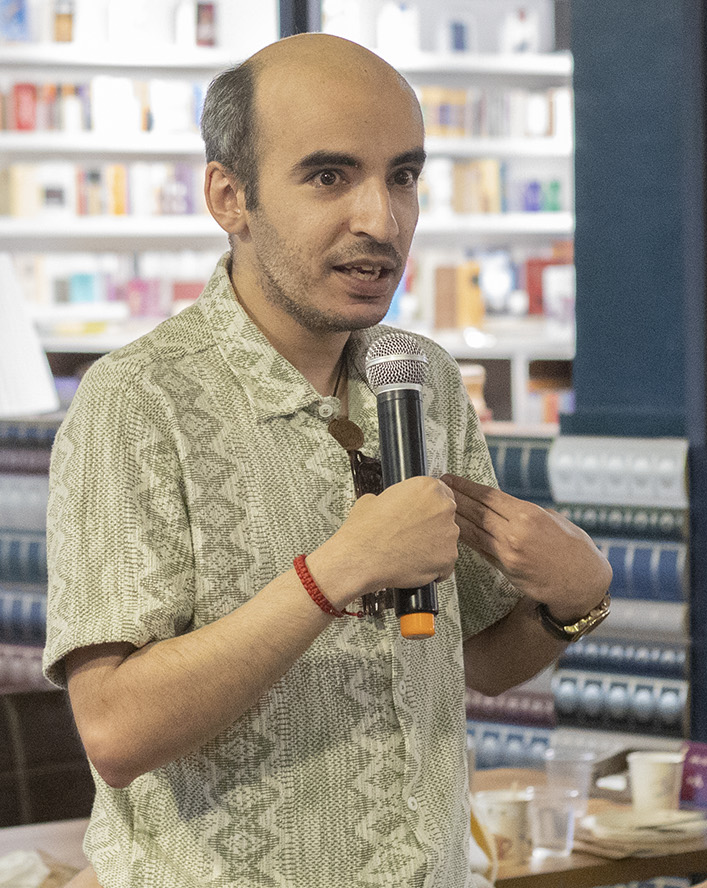
شنبه‌زاده در جشن یک میلیون مقالگی ویکی‌پدیای فارسی

در تاریخ ۱۲ اردیبهشت ۱۴۰۳، در ساعت ۱۹:۵۲ دقیقه، حساب کاربری علی خامنه‌ای در شبکه ایکس تصویری همراه با توضیح منتشر کرد که در پایان جمله نقطه نداشت. حسین شنبه‌زاده در پاسخی زیر این پست تنها یک «.» گذاشت. این نقطه در همان زمان بیش از ۱۷ هزار لایک گرفت درحالی‌که پست حساب کاربری خامنه ای تا زمان دستگیری شنبه‌زاده فقط ۸۲۰۰ لایک دریافت کرده بود.

## واکنش‌ها به بازداشت
رسانه‌های حکومتی با اعلام خبر بازداشت شنبه‌زاده، به نقل از دادستان عمومی و انقلاب اردبیل، ادعا کردند که او با موساد «در ارتباط بوده». دادستان اردبیل مدعی شد که شنبه‌زاده «به قصد اختفا و خروج از کشور» به چندین استان رفته و توسط مأموران اداره کل اطلاعات اردبیل بازداشت شده است. این در حالی است که حسین شنبه‌زاده پیش از بازداشت در ایکس مطالب و عکس‌هایی دربارهٔ سفر به اردبیل منتشر کرده بود. خبرگزاری تسنیم، از خبرگزاری‌های حکومتی در ایران نیز یکی از اتهامات او را «توهین به ائمه و مقدسات» گزارش کرده است.
حساب توئیتر او بلافاصله پس از بازداشت از دسترس خارج شد. اقدامی که احتمالاً توسط شبکه ایکس انجام شد تا از سوءاستفاده از حساب او جلوگیری شود. برادرش اعلام کرد که آخرین توئیت او را خودش منتشر نکرده است. خانواده شنبه‌زاده ۱۶ خرداد در صفحه برادر حسین در شبکه ایکس نوشتند که با توجه به فعالیت او «با هویت حقیقی» در فضای مجازی، «اتهامات سنگینی» که علیهش مطرح شده، «قابل توجیه نیست».
رسانه‌های حکومتی در ایران و کاربران شبکه‌های اجتماعی هوادار جمهوری اسلامی ایران، از وی به عنوان «هتاک به مقدسات شیعه» یاد کردند و وی را متهم نمودند که در جنبش زن، زندگی، آزادی، به تحریک افکار عمومی پرداخته است. در مقابل کاربران منتقد جمهوری اسلامی از جمله مسیح علی‌نژاد، این اقدامات را در راستای پرونده سازی علیه مخالفان و منتقدان جمهوری اسلامی می‌دانند. بسیاری از رسانه‌های خارج از ایران، دلیل بازداشت او را، پست انتقادی‌اش با محتوای «یک نقطه» در پاسخ به توئیت حساب کاربری رهبر ایران می‌دانند.